# 篠塚雅也
篠塚 雅也（しのつか まさや）は、編集者、フリーライター、現代若者文化研究者。神奈川県出身。メンズナックルニ代目編集長。

## 人物・来歴
メンズナックルにおいて多くのキャッチコピーを作成。フリーランス後もメンズナックル的キャッチコピーを作成している。

## 主なキャッチコピー
ゆうパックコラボ
- 「ブランドにこだわる俺は宅配便でさえハイブランドでキメる！」
- 「お前がどこへ行こうとも俺とゆうパックは転送し続けてやるよ！」
- 「こわれもの」に続き「俺のもの」シールを張ってやるよ！」
- 「オカンを至福へと誘う　ゆうパックと言う名の魔法！」
- 「俺のゆうパックは受け取った瞬間、相手を惚れさせちまう！」
- 「ゆうパックと俺　ドッチが早く着くか賭けてみるか？」
- 「俺のモテ魂がコイツには詰め込まれている！」
- 「モテたいならゆうパック！ 意味は分かるな？」
- 「俺は百円が惜しくて持ち込むのではない！ 俺が窓口に届けている事がリアルなんだ」
- 「知ってるか？ 年に二回、実家に荷物を送るだけでVIPなサービスが受けられる事実を！」
- 「クソババアに送る俺の最高級のバースデーゆうパック！」
- 「何度でも送ってやるよ！　俺の孝行っぷりは渋谷でも有名だぜ！」
- 「窓口からの百円浮かせて百円を募金する所存！」
- 「二度ベルを鳴らせ！　ゆうパックという俺のオモテナシヒストリー開闢！」
- 「俺からのゆうパックを受け取る覚悟はあるのか？」

VO5コラボ
- 卿の埋伏の毒(ハニートラップ)は余を引き立たせるだけの結果だ
- 風が吹けば俺がモテる、モテすぎる！百満漢全席ドヤ！
- アンドロイドが電気俺のナイトメアを見すぎて思考回路はショート寸前！
- 世の中に絶えて俺のなかりせば渋谷の街はのどけからまし
- 人波に溺れた女達が俺に抱きつきカルネアデスの俺@渋谷
- 年上ウケが抜群すぎて姉三六角俺俺ナース
- 宇宙開闢が俺の生き様と同期している事実！
- アドラーが俺の生き様をパクった後の言い訳が「部下がパクった」
- マズローが6段目に「俺と出会う事」をつけ加えやがった
- 俺のモテ具合がゴーイングコンサーンで世界の女が胸突き八丁
- 俺とVO5ハイエッジの出会いはまさしく僥倖！ 矜持を持て！

家系ラーメン
- 「ほとばしる脳汁！ 豚骨醤油が俺のシナプスに直結する！」
- 「豚骨醤油とにんにくの邂逅が創世神話開闢の所以」
- 「八大地獄へ伸びた大橋製麺と言う蜘蛛の糸」
- 「アクエリアスの壺から流れるスープをサジタリウスの矢で喰らう」
- 「家族手当より家系手当が俺のマニュフェスト」

「豚骨醤油を産湯に使い、チー油で洗髪して候
年賀状企画
- 今宵は俺と云う名の初ナイトメアを見るがいい
- 餅よりも致死率の高い俺
- 弁財天は俺のベッドから船出したぜ！
- 八福神めは俺がリザーブしてあるぜ
- 初日の出より初俺を見に暴走野郎が押しかけてきやがった！

## 執筆記事
- 編集長直伝！「MENS KNUCKLE（メンズ・ナックル）」系男子の攻略法 - Menjoy! メンジョイhttps://www.men-joy.jp/archives/17027
- 「豚骨醤油が俺のシナプスに直結する！」　日本初の家系ラーメンフェス開催！元メンズナックル編集長に聞く家系ラーメンとは？:  https://news.aol.jp/2016/07/08/iek-fes/
- 元メンズナックル編集長に聞く、「不良」と「ファッション」と「モテ」の意外な関係とは？ https://news.aol.jp/2014/12/15/hwz_mensknuckle/
- ギャル雑誌がまた消える・・・！？今度は「egg」休刊の噂とギャル文化の今後 https://news.aol.jp/2014/05/02/egg/
- 元特攻隊員だけど何か質問ある？　【第１回】江名武彦さんの場合 https://wpb.shueisha.co.jp/news/society/2014/01/01/24093/
- 元特攻隊員だけど何か質問ある？　【第２回】江副隆愛さんの場合 https://wpb.shueisha.co.jp/news/society/2014/08/08/33685/
- 元特攻隊員だけど何か質問ある？　【第３回】手塚久四さんの場合 https://wpb.shueisha.co.jp/news/society/2014/08/11/33818/
- 元特攻隊員だけど何か質問ある？ 【第４回】若尾巌さんの場合 https://wpb.shueisha.co.jp/news/society/2015/01/01/41554/
- 元特攻隊員だけど何か質問ある？ 【第５回】原田要さんの場合 https://wpb.shueisha.co.jp/news/society/2015/01/03/41562/